# 易應昌
易應昌（1566年—1645年），字瑞之，一字瑞芝，號白樓，江西撫州府臨川縣人，明朝、南明政治人物。

## 生平
易應昌是萬曆三十四年（1606年）丙午科舉人，次年（1607年）聯捷進士，授福建甌寧知縣。萬曆四十八年（1620年）陞河南道御史，理順漕政；天啟元年（1621年）改為巡按應天，很快改任督學，提拔為大理寺丞，進少卿、大理寺卿，閹黨彈劾他是東林黨人，被革職。
崇禎二年（1629年）起用為都察院左僉都御史，晉左副都御史，掌都察院事，和曹汴扶持史𡎊、高捷起用官務一事上甚為出力，不久因為以救刑部尚書喬允升而逆旨，遭下詔入獄論死。崇禎帝採用大學士成基命言論，將易應昌送往三法司審訊，被謫罰戍邊守衛。
弘光帝繼位，將他官復原職，陞任工部右侍郎，被阮大鋮列入大悲案的十八羅漢之一，南京失守後去世，虛歲七十。

## 家族
曾祖易文，歲贡生。祖父易承芳。父易兆貴。母刘氏。重庆下。弟應旻。

## 引用
1. ↑  《万历三十五年丁未科进士履历便览》：易应昌，白楼，书一房，癸未九月十四日生，临川人，丙午乡三十二名，会十八名，三甲一百五十五名，礼部政，戊申授福建瓯宁知县，甲寅考选，庚申授河南道御史，巡漕，辛酉应天巡按，壬戌改庐凤淮扬应天巡按，癸亥升大理寺右寺丞，甲子升京卿，为民。戊辰起左佥都御史，庚午升左副都御史，革职。曾祖文，选贡；祖芳，庠生；父永贵，庠生。
2. 1 2  錢海岳《南明史·卷三十一·列傳第七》：易應昌，字瑞之，臨川人。萬曆四十一年進士。授甌寧知縣。天啟時，繇御史累遷大理卿，奄黨劾為東林，削籍。崇禎二年起僉都左御史，晉左副都御史，掌院事。偕曹于汴持史𡎊、高捷起官事力甚，尋以救刑部尚書喬允升，忤旨，下詔獄論死。以大學士成靖之言，下法司，久之，遣戍邊衛。
3. ↑  陳鼎《東林列傳·卷二十》：易應昌，字瑞之，號白樓，江西臨川人。舉萬曆丙午（三十四年）省試，明年成進士。……（萬曆）四十八年召擢河南道御史，有旨俾巡漕政，諸所厘剔，漕運不梗。天啟元年巡按應天，旋改督學，陟大理寺丞，進少卿。
4. ↑  錢海岳《南明史·卷三十一·列傳第七》：安宗立，召復故官，擢兵部右侍郎，阮大鋮列之十八羅漢中。國亡後卒，年七十。
5. ↑  《明史·卷二百五十四·列傳第一百四十二》：易應昌，字瑞芝，臨川人。萬曆四十一年進士。熹宗時，由御史累遷大理少卿。逆黨劾為東林，削籍。崇禎二年，起左僉都御史，進左副都御史，與曹於汴持史𡎊、高捷起官事，為時所重，至是獲罪。福王時，召復故官，遷工部右侍郎。國變後卒。
6. ↑  龚延明主编. . 宁波: 宁波出版社. 2016. ISBN 978-7-5526-2320-8. 《天一閣藏明代科舉錄選刊.登科錄》之《萬曆三十五年丁未科進士登科録》